# Arthrocnemum fruticosum
Arthrocnemum fruticosum är en amarantväxtart som först beskrevs av Carl von Linné, och fick sitt nu gällande namn av Horace Bénédict Alfred Moquin-Tandon. Arthrocnemum fruticosum ingår i släktet Arthrocnemum och familjen amarantväxter. Utöver nominatformen finns också underarten A. f. radicans.